# Lista de escolas de samba e blocos carnavalescos de Vitória (Espírito Santo)
Esta é uma lista de escolas de samba e blocos carnavalescos de Vitória.

## Escolas de samba

### Grupo Especial (LIESGE)[1][2]
Sexta - Sambão do Povo (06/02/2026)
| Escola                   | Cidade     | Fundação | Títulos     | Enredo de 2026                                              |
| ------------------------ | ---------- | -------- | ----------- | ----------------------------------------------------------- |
| Pega no Samba            | Vitória    | 1976     | Sem títulos | "Okê Caboclo Sete Flechas - Guardião Ancestral da Natureza" |
| Novo Império             | Vitória    | 1956     | 7           | "Aruanayê - Guardiãs dos Mistérios Ancestrais"              |
| Unidos de Jucutuquara    | Vitória    | 1972     | 7           | "Arreda homem que aí vem mulher"                            |
| Mocidade Unida da Glória | Vila Velha | 1980     | 9           | "O Diário Verde de Teresa"                                  |
| Imperatriz do Forte      | Vitória    | 1972     | Sem títulos | "Xirê: Festejo às Raízes"                                   |

 Sábado - Sambão do Povo (07/02/2026)
| Escola                    | Cidade    | Fundação | Títulos     | Enredo de 2026                                              |
| ------------------------- | --------- | -------- | ----------- | ----------------------------------------------------------- |
| Rosas de Ouro             | Serra     | 1984     | Sem títulos | Enredo não divulgado                                        |
| Unidos da Piedade         | Vitória   | 1955     | 14          | "O Canto Livre de Papo Furado"                              |
| Independente de Boa Vista | Cariacica | 1976     | 7           | "João do Congo - A Voz Que Dança Nas Folhas da Resistência" |
| Chegou O Que Faltava      | Vitória   | 1976     | Sem títulos | "Orí - Sua Cabeça É Seu Guia"                               |
| Andaraí                   | Vitória   | 1946     | Sem títulos | "01/12/46"                                                  |

### Série Ouro (LIESES)[1][2]
| Escola                       | Cidade     | Fundação | Títulos     | Enredo de 2026                                                               |
| ---------------------------- | ---------- | -------- | ----------- | ---------------------------------------------------------------------------- |
| Mocidade da Praia            | Vitória    | 1947     | 2           | Enredo não divulgado                                                         |
| Império de Fátima            | Serra      | 2014     | Sem títulos | Enredo não divulgado                                                         |
| Independente de Eucalipto    | Vitória    | 1982     | Sem títulos | Enredo não divulgado                                                         |
| Chega Mais                   | Vitória    | 1981     | Sem títulos | "Iabassés - Cozinhando para os Orixas, Voduns e Inkices o alimento sagrando" |
| Independente de São Torquato | Vila Velha | 1974     | 5           | "Ewe Ossain - Plantas que curam o corpo e a alma"                            |
| União Jovem de Itacibá       | Cariacica  | 1976     | Sem títulos | Enredo não divulgado                                                         |
| Mocidade Serrana             | Serra      | 1979     | Sem títulos | Enredo não divulgado                                                         |
| Tradição Serrana             | Serra      | 2001     | Sem títulos | Enredo não divulgado                                                         |
| Unidos de Barreiros          | Vitória    | 1972     | Sem títulos | Enredo não divulgado                                                         |

#### Inativas ou Extintas
- Independente Terra Vermelha
- Arco-íris
- Lira do Moscoso
- Amigos da Gurigica
- Santa Lúcia
- Originais do Contorno
- Acadêmicos de Monte Belo
- Pulo do Gato
- Unidos da Penha
- Vai Quem Quer

## Blocos carnavalescos
- Cabeça de Queijo[3]
- Pindura Aí [3]
- União das Ilhas[3]